# Championnats du monde de descente de canoë-kayak 1969
Navigation
Championnats du monde de descente 1967 Championnats du monde de descente 1971
Les championnats du monde de descente de canoë-kayak 1969 sont la 6e édition des championnats du monde de descente. Ils se sont tenus du 5 au 6 août 1969 à Bourg-Saint-Maurice en France, et réunissent 190 participants provenant de 14 nations sur 10 épreuves.

## Podiums

### K1
| Épreuves           | Or                                                                | Argent                                                            | Bronze                                                |
| ------------------ | ----------------------------------------------------------------- | ----------------------------------------------------------------- | ----------------------------------------------------- |
| Individuel hommes  | Jean-Pierre Burny Belgique                                        | Kurt Presslmayr Autriche                                          | Jochen Schwarz Allemagne de l'Ouest                   |
| Individuel femmes  | Ludmilla Polesna Tchécoslovaquie                                  | Ulrike Deppe Allemagne de l'Ouest                                 | Annemie Amslinger Allemagne de l'Ouest                |
| Par équipes hommes | Lothar Zentgraf Bernd Kast Jochen Schwarz Allemagne de l'Ouest    | Jean-Pierre Archambot François Bateille Michel Magdinier France   | Helmut Bernhard Manfred Pock Kurt Presslmayr Autriche |
| Par équipes femmes | Bohumila Kapplova Ruzena Novotna Ludmilla Polesna Tchécoslovaquie | Annemie Amslinger Ulrike Deppe Bärbel Körner Allemagne de l'Ouest | Delphine Aubron Gabrielle Lutz Isabelle Peyron France |

### C1
| Épreuves          | Or                                                                 | Argent                                                | Bronze                                       |
| ----------------- | ------------------------------------------------------------------ | ----------------------------------------------------- | -------------------------------------------- |
| Individuel hommes | Jean Boudehen France                                               | Peter Sodomka Tchécoslovaquie                         | Wolfgang Jogwer Allemagne de l'Ouest         |
| Individuel femmes | Walter Gehlen Bernd Heinemann Wolfgang Jogwer Allemagne de l'Ouest | Jiri Vocka Zdenek Fifka Peter Sodomka Tchécoslovaquie | Jean Boudehen Guy Huteau Roger Debiol France |

### C2
| Épreuves          | Or | Argent                                                                                               | Bronze |
| ----------------- | --- | --- | --- |
| Hommes            | Alain Feuillette Michel Chapuis France                                                                                     | Pierre Tournadre Alain Enard France                                                                  | Pierre-François Lefauconnier Gilles Lefauconnier France                                                   |
| Hommes par équipe | Pierre Tournadre / Alain Enard Alain Feuillette / Michel Chapuis Pierre-François Lefauconnier / Gilles Lefauconnier France | Wolfgang Wenzel / Manfred Hess Hermann Roock / Norbert Schmidt Spengler / Stock Allemagne de l'Ouest | Vaclav Janousek / Milan Horyna Ladislav Měšťan / Zdeněk Měšťan Zdeněk Sklenar / Jiri Dejl Tchécoslovaquie |
| Mixte             | Hanneliese Spitz Helmut Ramelov Autriche                                                                                   | Jitka Traplova Milan Svoboda Tchécoslovaquie                                                         | August Lasseur Anne Gauert Allemagne de l'Ouest                                                           |
| Mixte par équipe  | Gillette Trégaro / René Trégaro France Gaud / Georges Dransart Éliane Ravilly / Alain Guilbaud France                      | Hana Krizkova / Koudela Jitka Traplova / Milan Svoboda Vytiskova / Cestmir Vytisk Tchécoslovaquie    | Wright / Paul Liebmann Tom Southworth / Nancy Southworth Gay Fawcett / Mark Fawcett États-Unis            |

## Tableau des médailles
| Rang  | Nation               | Or | Argent | Bronze | Total |
| ----- | -------------------- | -- | ------ | ------ | ----- |
| 1     | France               | 4  | 2      | 3      | 9     |
| 2     | Tchécoslovaquie      | 2  | 4      | 1      | 7     |
| 3     | Allemagne de l'Ouest | 2  | 3      | 4      | 9     |
| 4     | Autriche             | 1  | 1      | 1      | 3     |
| 5     | Belgique             | 1  | 0      | 0      | 1     |
| 6     | États-Unis           | 0  | 0      | 1      | 1     |
| Total | Total                | 10 | 10     | 10     | 30    |